# Cândido Rodrigues
Cândido Rodrigues est une municipalité brésilienne de l'État de São Paulo et la Microrégion de Jaboticabal.

## Démographie
| Évolution de la population (municipalité) | Évolution de la population (municipalité) | Évolution de la population (municipalité) | Évolution de la population (municipalité) |
| Année                                     | Population                                |                                           | %±                                        |
| ----------------------------------------- | ----------------------------------------- | ----------------------------------------- | ----------------------------------------- |
| 1960                                      | 2 081                                     |                                           | —                                         |
| 1970                                      | 2 243                                     |                                           | 7,8%                                      |
| 1980                                      | 1 991                                     |                                           | −11,2%                                    |
| 1991                                      | 2 328                                     |                                           | 16,9%                                     |
| 2000                                      | 2 613                                     |                                           | 12,2%                                     |
| 2010                                      | 2 668                                     |                                           | 2,1%                                      |
| 2022                                      | 2 889                                     |                                           | 8,3%                                      |
| ,                                         |                                           |                                           |                                           |